# Smolinské
Smolinské é um município da Eslováquia, situado no distrito de Senica, na região de Trnava. Tem 15,692 km² de área e sua população em 2019 foi estimada em 900 habitantes.

## Demografia
| Ano:        | 1994 | 2004   | 2014   | 2024   |
| ----------- | ---- | ------ | ------ | ------ |
| Broj ljudi: | 958  | 968    | 937    | 920    |
| Razlika:    |      | +1,04% | -3,20% | -1,81% |

| Ano:               | 2023 | 2024   |
| ------------------ | ---- | ------ |
| Número de pessoas: | 914  | 920    |
| Diferença:         |      | +0,65% |